# 푸껫 국제공항
푸껫 국제공항(태국어: ท่าอากาศยานนานาชาติภูเก็ต 영어: Phuket International Airport IATA: HKT, ICAO: VTSP)은 태국 푸껫 주에 있는 공항이다. 푸껫 시내에서 32km 떨어진 곳에 있으며, 푸껫은 태국에서도 주요한 관광 목적지이며, 관광 산업에 도움이 되는 지역이다. 화물을 제외한 승객수로는 수완나품 국제공항에 이어 태국에서 두 번째로 많다.
두 개의 터미널이 있으며, 1 터미널은 국제선으로 사용되고, 2 터미널은 국내선으로 사용된다. 공항에서 여러 개의 기념품점이 있고, 면세점, 식당이 있다.

## 구성

### 터미널
공항은 과 터미널 2국내선을 이용 2:1터미널 국제 비행에 사용되고 있다. 터미널 X편의 전세기를 2월 2014년에 문을 열었다.
기념비적인 승객 숫자 때문에, 공항 3월 2016년 3월에 완성될 것이다 시험 비행은 14일 새 터미널을 사용할 수 있는 5.14억 baht 확장과 수리를 겪었다. 2월 시험 5월까지, 그리고 터미널 공식적으로 6월 1일에 열릴 실시될 것이다. 새로운 국제 터미널의 용량은 500만명의 승객당이다. 확대는 증가한다 공항 용량으로 12.5만명의 승객들을 1년에서 이전 용량의 6.5.100만 새로운 주차장뿐만 아니라 항공 화물 사무실도 계획되어 있다. IMT20003GPP-터미널 건설은 2012년 7월에 푸껫은 그리고 작은 방 2015년을 뛰어넘어 확대되고 있게 혼잡한 대체 공항, 크라비에서 기차 연결은 2012년에 제안되었다. 시작할 것으로 보인다.

### 시설
공항시설에는 은행, 쇼핑에는 면세점과 아웃렛, 기념품이 있으며, 레스토랑, 통신, 수하물, 기타 시설에는 응급 치료소와 기도소도 마련되어 있다.

## 운항 노선

### 1 터미널
| 항공사               | 목적지 |
| -------------------- | --- |
| 녹에어               | 베이징(수도) |
| 타이 에어 아시아     | 마카오, 시엠레아프, 우한, 프놈펜, 홍콩                                                                                 |
| 타이 항공            | 베이징(수도) |
| 타이 라이온 에어     | 난징, 상하이(푸둥), 시안, 정저우, 톈진, 창사, 청두, 충칭, 항저우, 허페이                                               |
| 타이 스마일 항공     | 광저우, 홍콩 |
| 대한항공             | 서울(인천) |
| 아시아나항공         | 서울(인천) |
| 진에어               | 서울(인천) |
| 중국국제항공         | 베이징(수도), 청두, 항저우                                                                                             |
| 중국남방항공         | 광저우, 선전, 우한 |
| 중국동방항공         | 상하이(푸둥), 시안, 쿤밍, 타이위안, 청두                                                                               |
| 럭키 에어            | 쿤밍, 정저우 |
| 상하이 항공          | 정저우 |
| 선전 항공            | 선전 |
| 쓰촨 항공            | 시안, 톈진, 청두, 충칭                                                                                                 |
| 준야오 항공          | 상하이(푸둥) |
| 서부항공             | 충칭 |
| 오케이 항공          | 시안 |
| 쿤밍 항공            | 쿤밍 |
| 춘추항공             | 상하이(푸둥), 선전, 스자좡, 청두, 화이안                                                                               |
| 청두 항공            | 청두 |
| 충칭 항공            | 충칭 |
| 칭다오 항공          | 닝보 |
| 하이난 항공          | 베이징(수도), 선전 |
| 캐세이퍼시픽 항공    | 홍콩 |
| 홍콩 익스프레스 항공 | 홍콩 |
| 에바 항공            | 타이페이(도원) |
| 베트남 항공          | 호치민 |
| 비엣젯 항공          | 호치민 |
| 말레이시아 항공      | 쿠알라룸푸르 |
| 말린도 항공          | 랑카위, 쿠알라룸푸르                                                                                                   |
| 에어아시아           | 쿠알라룸푸르 |
| 파이어 플라이        | 페낭 |
| 싱가포르 항공        | 싱가포르 |
| 스쿠트               | 싱가포르 |
| 미얀마 항공          | 양곤, 꼬따웅 |
| 인디고 항공          | 델리, 뱅갈루루 |
| 카타르 항공          | 도하 |
| 에미레이트 항공      | 두바이 |
| 에티하드 항공        | 아부다비 |
| 에델바이스 에어      | 계절편 : 취리히 |
| 핀에어               | 계절편 : 헬싱키 |
| 아에로플로트         | 모스크바(셰레메티예보)                                                                                                 |
| 에주르 에어          | 노보시비르스크, 브누코보, 바르나울, 상트페테르부르크, 유즈노사할린스크, 이르쿠츠크, 카잔, 크라스노야르스크, 하바롭스크 |
| 터키항공             | 이스탄불(아르나부코이)                                                                                                 |
| 제트스타 항공        | 멜버른, 시드니 |

### 2 터미널
| 항공사             | 목적지                                 |
| ------------------ | -------------------------------------- |
| 방콕 항공          | 방콕(수완나품), 파타야, 우타포, 사무이 |
| 해피 에어          | 얏타이, 나콘라차시마, 라농             |
| 녹에어             | 방콕(돈므앙)                           |
| 오리엔트 타이 항공 | 방콕(돈므앙)                           |
| 타이 에어 아시아   | 방콕(수완나품), 치앙마이, 우본랏차타니 |
| 타이 국제항공      | 방콕(수완나품), 치앙마이               |
| 비지니스 에어      | 방콕(수완나품), 치앙마이               |

## 교통

### 리무진 버스
VIP 택시, 미니버스, 공항버스 중에 골라 탑승 할 수 있으며, 호텔로 곧장 이동하는 것이 더욱 편리하다. 푸껫타운, 빠똥, 까론, 까따 비치까지는 1시간 소요된다.

### 미터 택시
푸껫에도 미터 택시가 있지만, 툭툭에 비하면 아직 그 수가 너무 적어서 이용하는 데 불편하는 점이 있다. 미터 택시 승차장은 공항 건물에서 나와 약 40킬로미터 떨어져 있다. 빠똥 비치까지는 약 40분 정도 걸린다.

## 사진

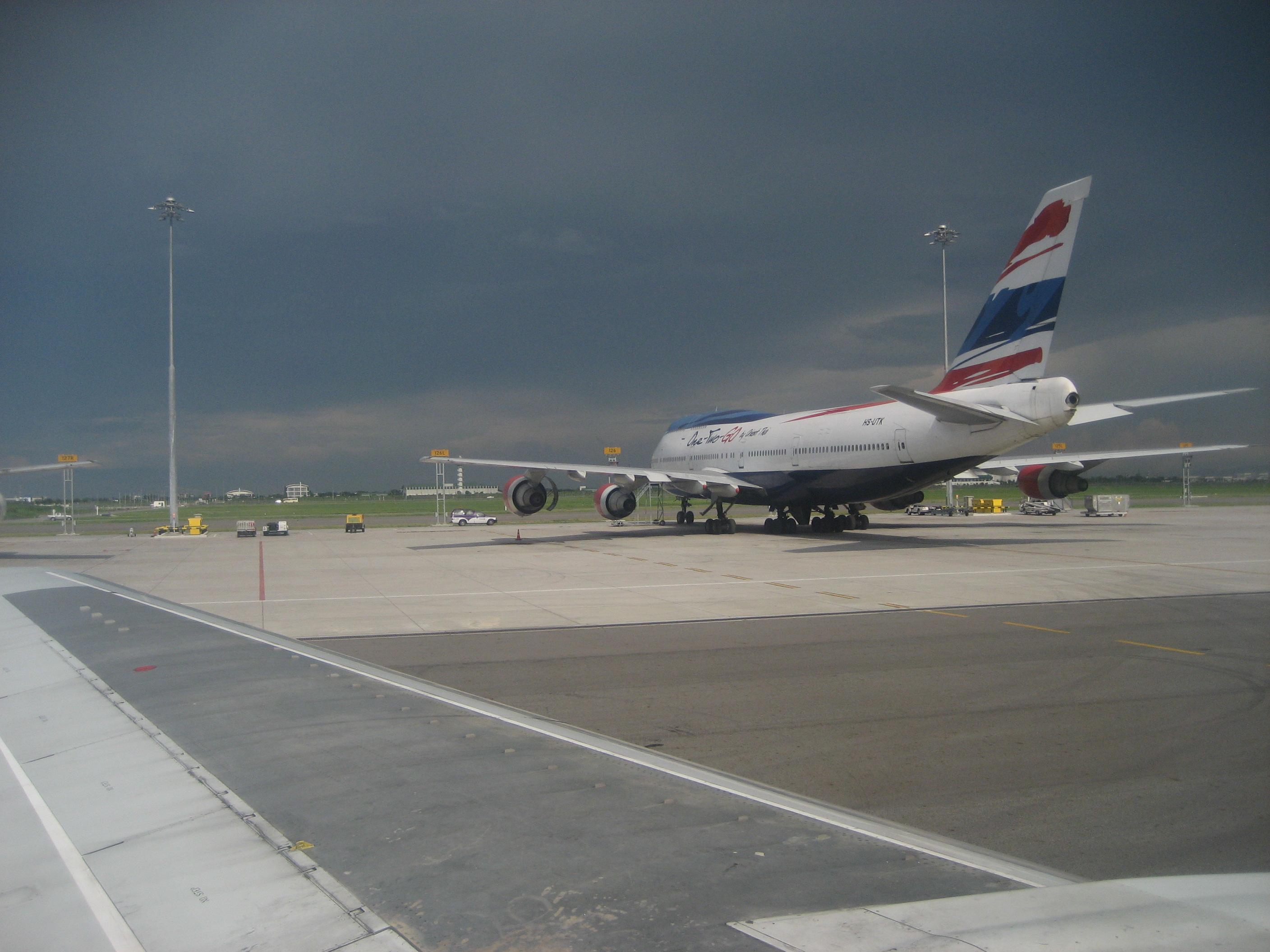
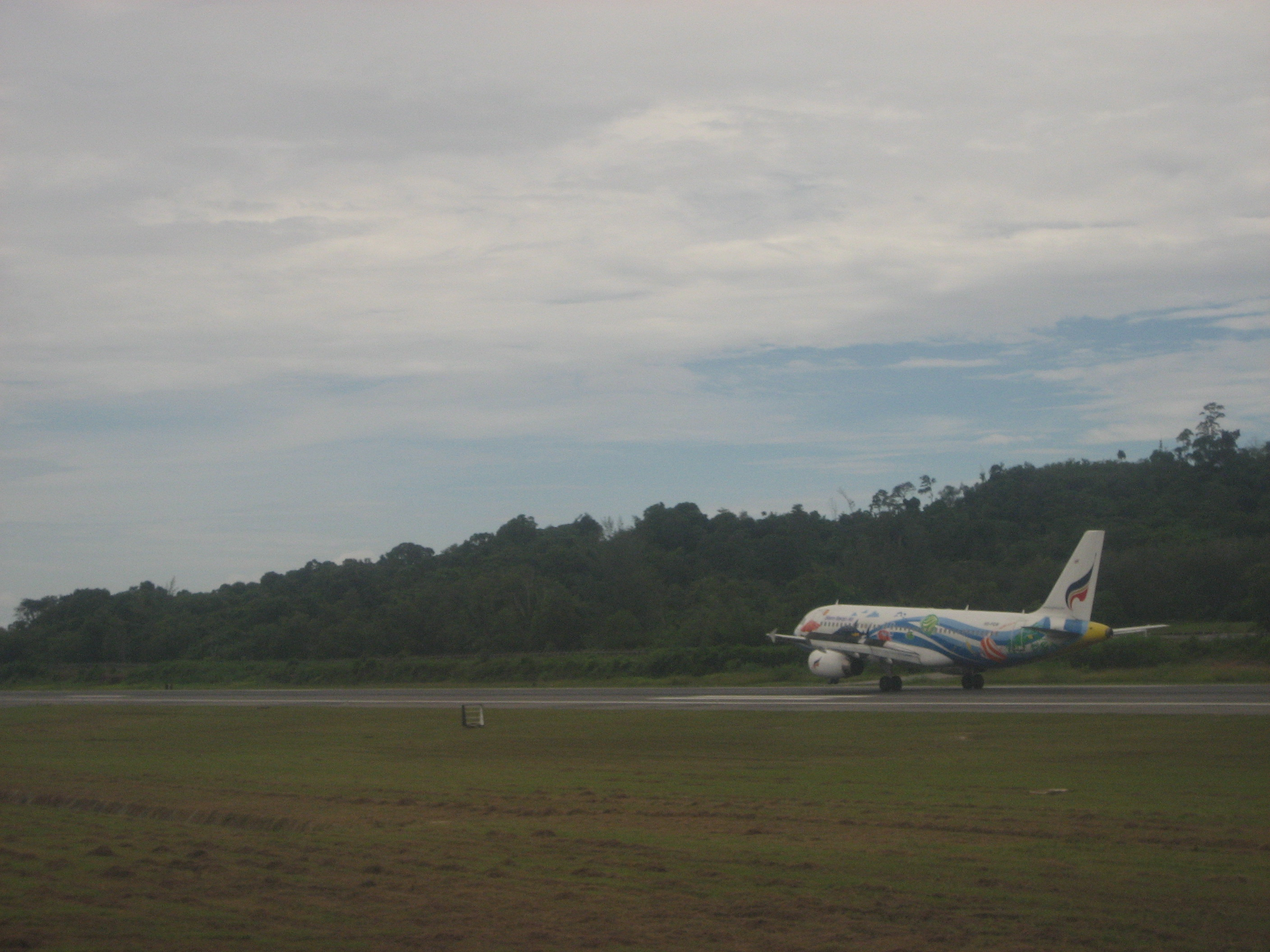
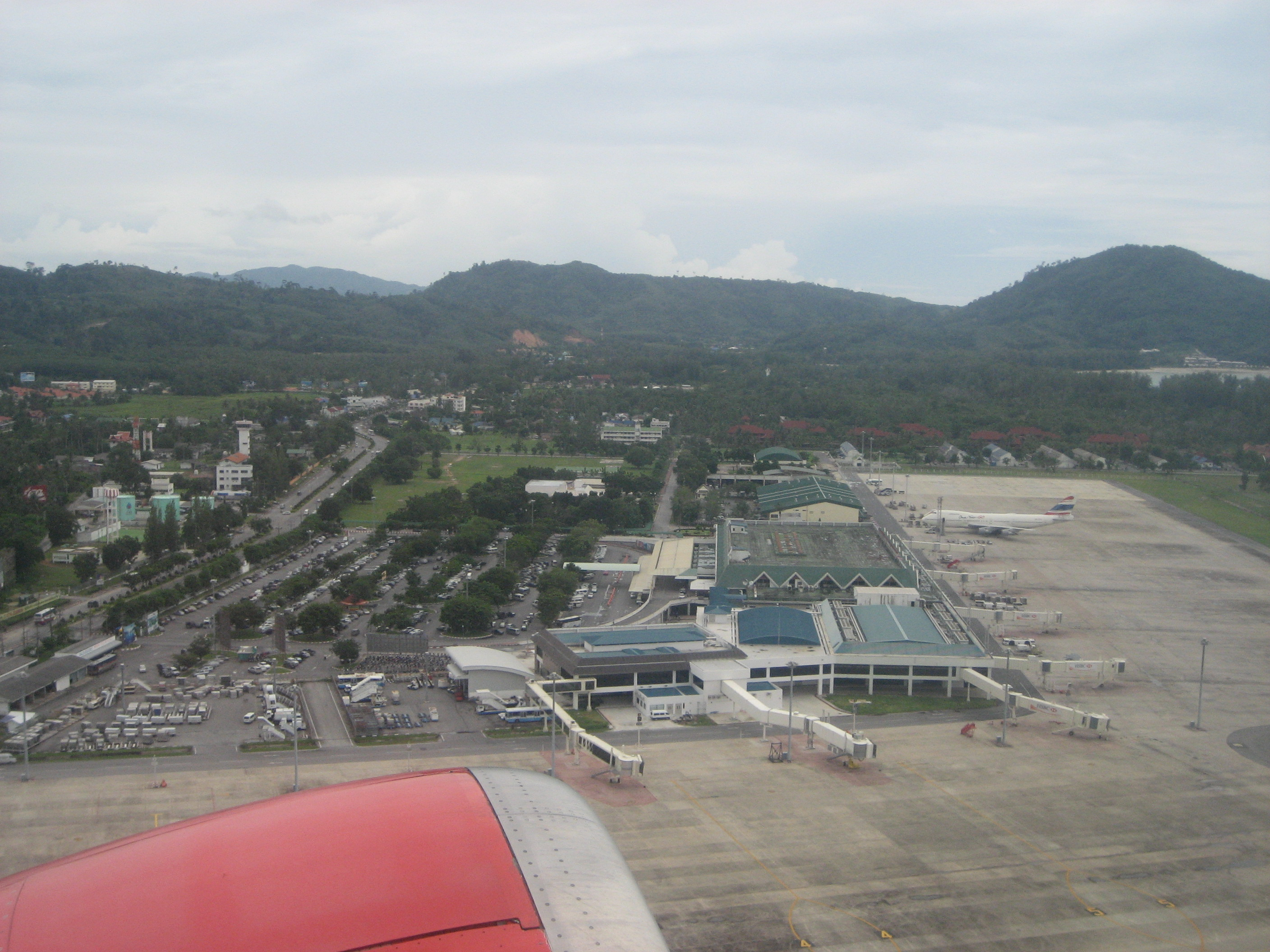
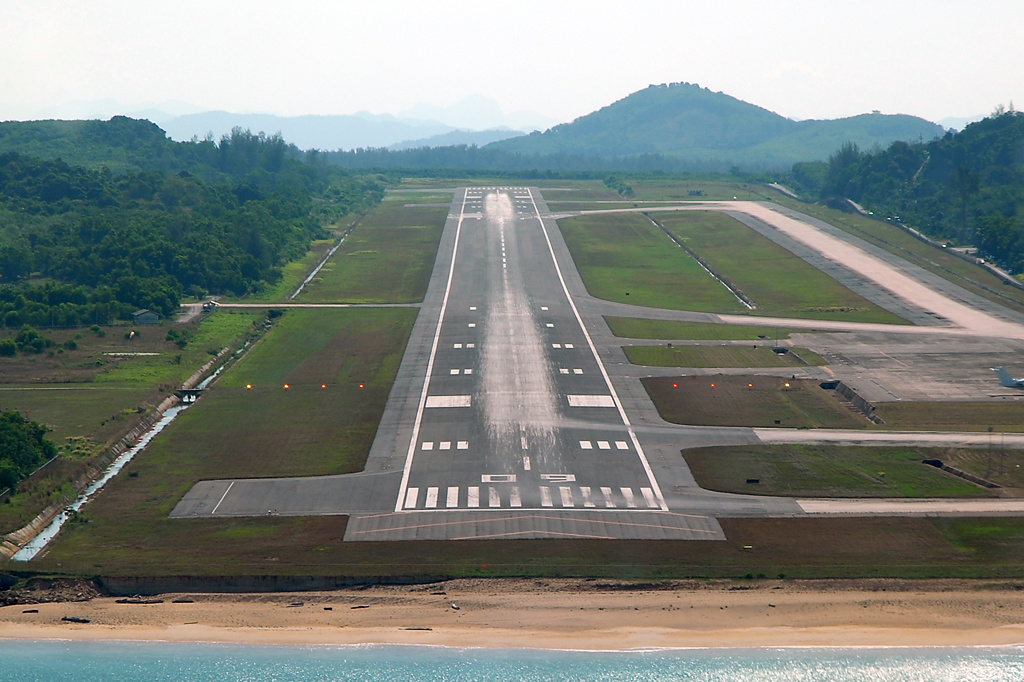
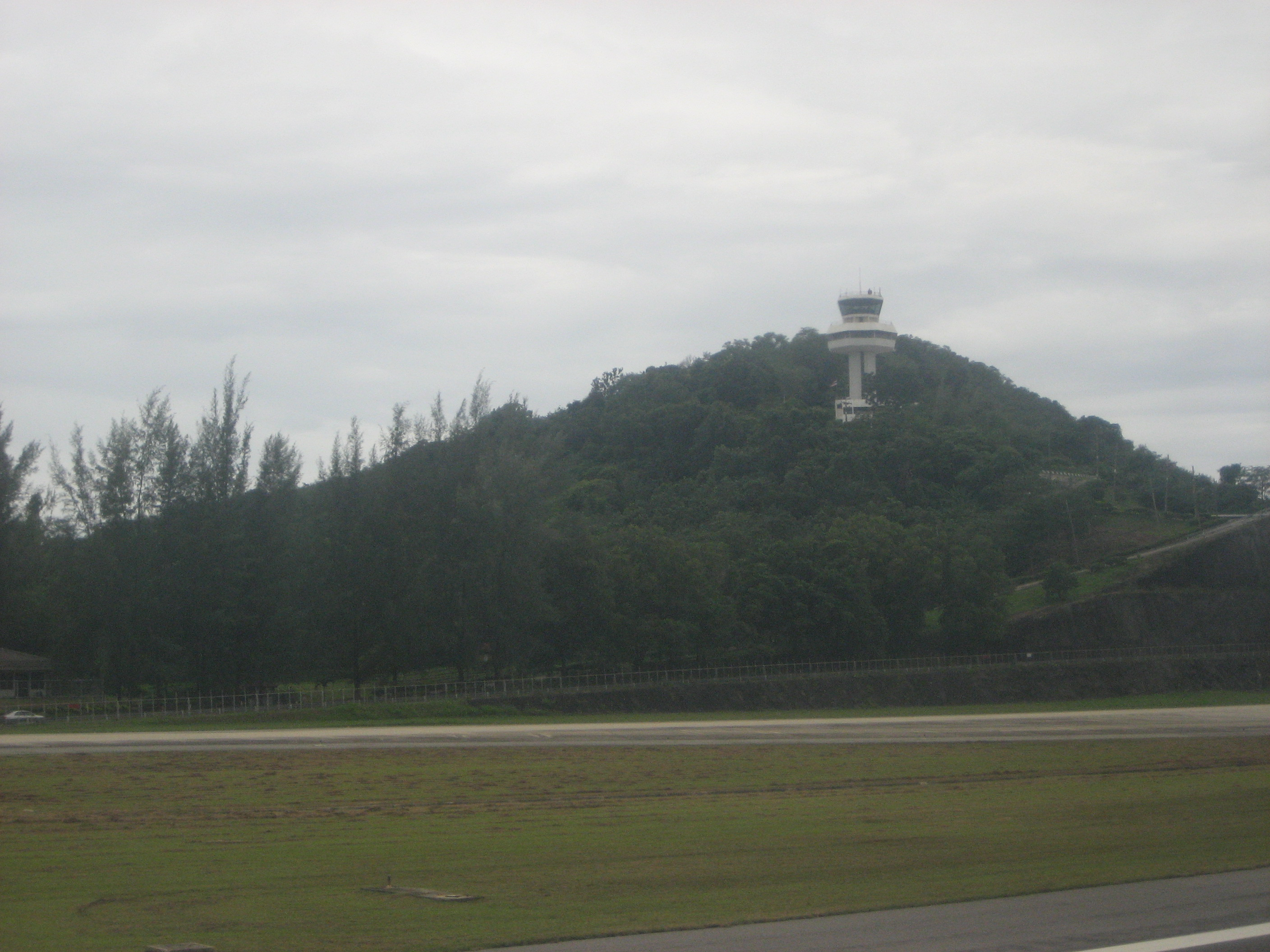
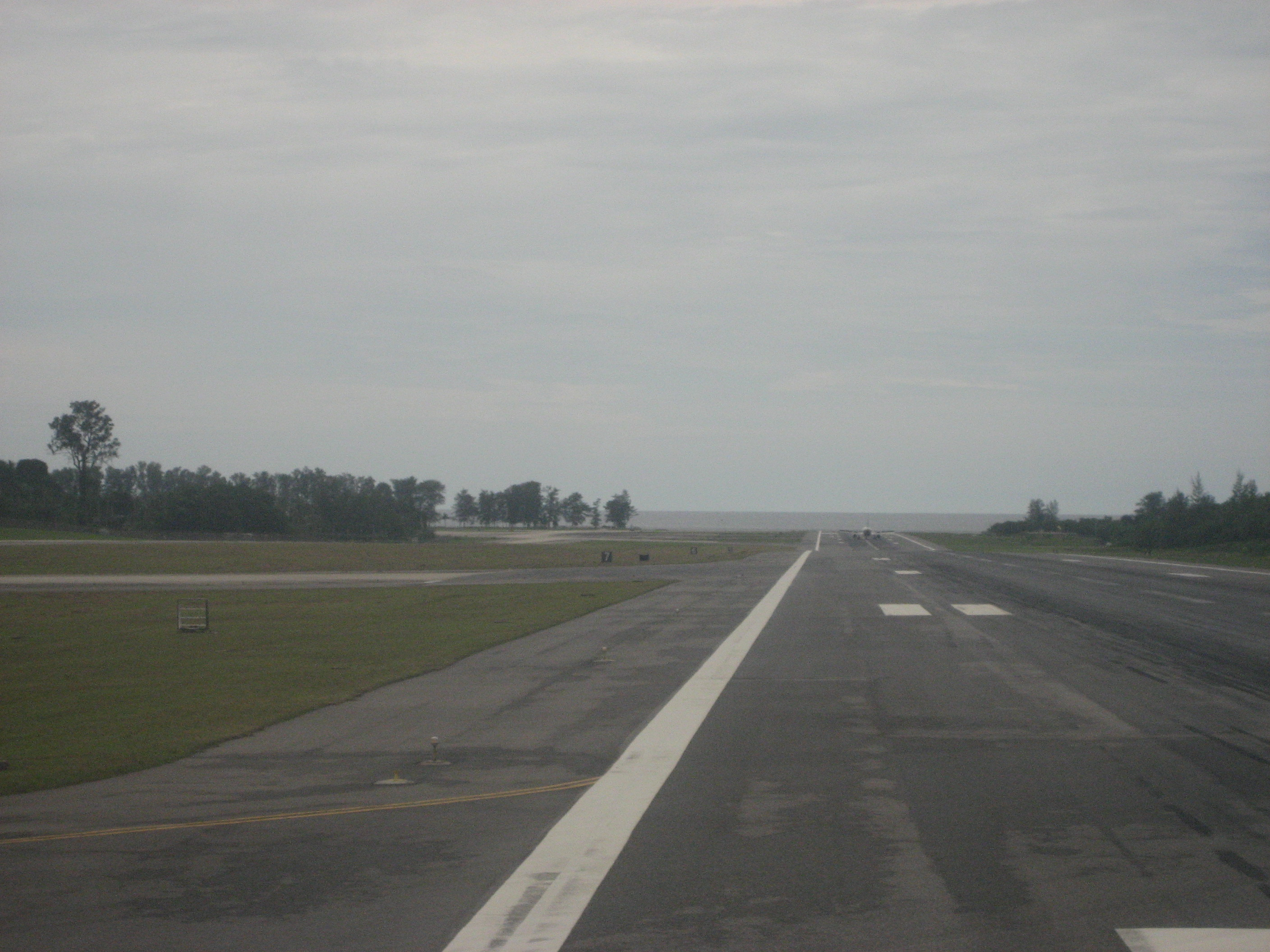
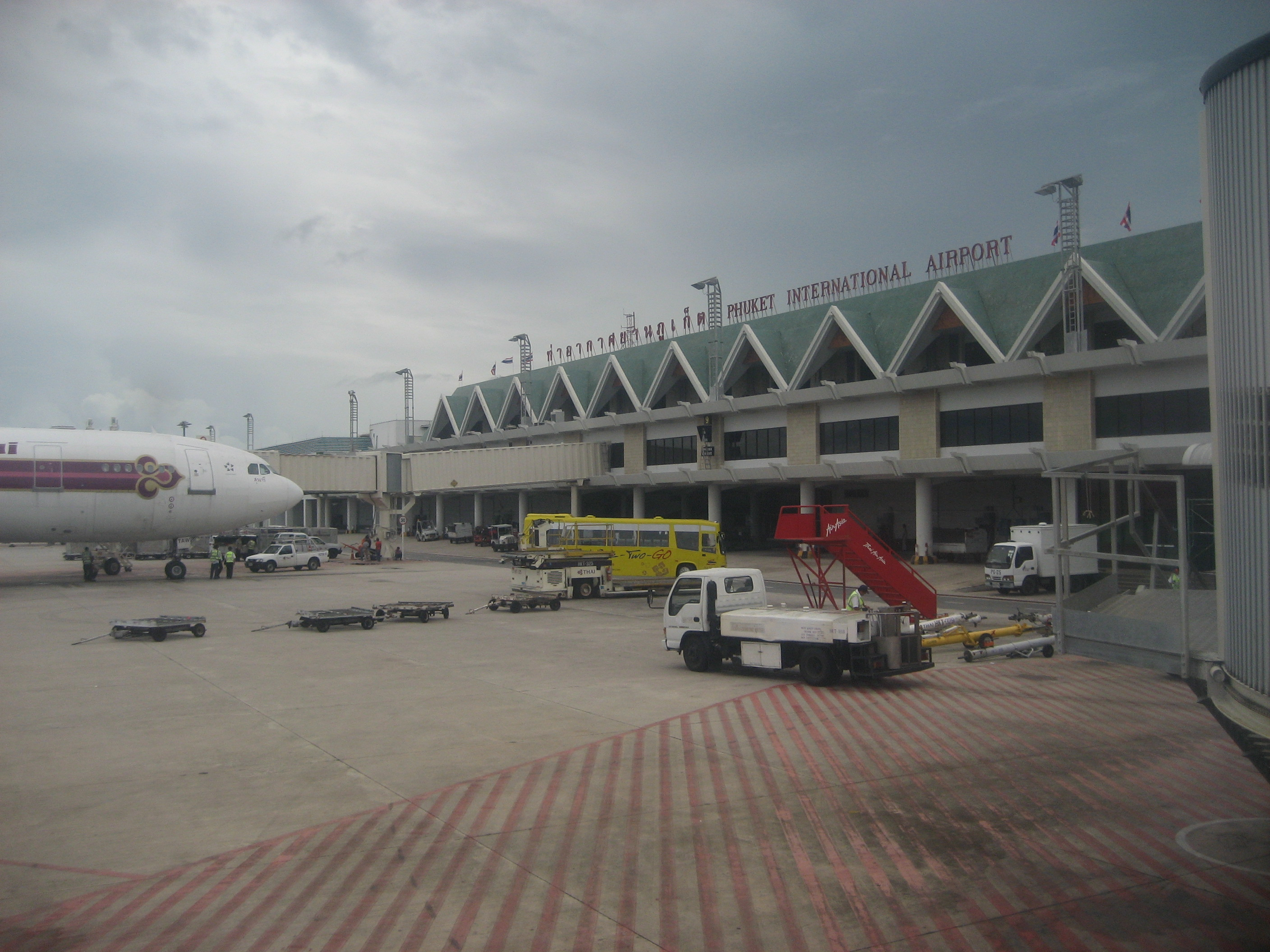

## 같이 보기
- 태국의 공항 목록
- 프린세스 줄리아나 국제공항